# Arbacia punctulata
Arbacia punctulata – gatunek jeżowca z rodziny Arbaciidae. Występuje licznie na podwodnych skałach zachodniej części Oceanu Atlantyckiego, od Cape Cod w Nowej Anglii po Karaiby, na głębokościach do około 230 metrów. Ma ciemnopurpurowe ubarwienie ciała i ochraniających je kolców. Osiąga średnicę 3–5 cm.
Arbacia punctulata jest wykorzystywana jako organizm modelowy w badaniach naukowych. W ramach programu Gemini 23 marca 1965 roku jaja tego gatunku zostały wysłane w przestrzeń kosmiczną (lotem Gemini 3) celem zbadania wpływu mikrograwitacji na procesy rozrodcze organizmów. Eksperyment nie został przeprowadzony z powodu awarii dźwigni uruchamiającej urządzenie, w którym planowano dokonać zapłodnienia jaj.